# Tadeusz Cieślak
Tadeusz Cieślak (ur. 14 października 1917, zm. 18 listopada 1985) – polski prawnik i historyk, profesor Uniwersytetu Warszawskiego.

## Życiorys
Absolwent Uniwersytetu Poznańskiego (prawo w 1945).
W czasie II wojny światowej więzień obozów koncentracyjnych. Doktorat na Uniwersytecie Mikołaja Kopernika w Toruniu w 1947. Pracownik UŁ 1951–1954 i Szkoły Głównej Służby Zagranicznej w Warszawie (rektor 1954–1961). Od 1972 dyrektor Instytutu Kultury Polskiej w Londynie, a od 1974 profesor Instytutu Historii Polskiej Akademii Nauk w Warszawie. Profesor nadzwyczajny – 1955, zwyczajny – 1965. Członek Rady Redakcyjnej periodyku „Materiały i studia do historii prasy i czasopiśmiennictwa polskiego”. Zajmował się dziejami najnowszymi. W czerwcu 1968 roku wszedł w skład Komitetu Przygotowawczego obchodów 500 rocznicy urodzin Mikołaja Kopernika. Był kuratorem Ośrodka Badań Naukowych im. Wojciecha Kętrzyńskiego w Olsztynie.
Pochowany na cmentarzu Powązki Wojskowe w Warszawie (kwatera C-B-34).

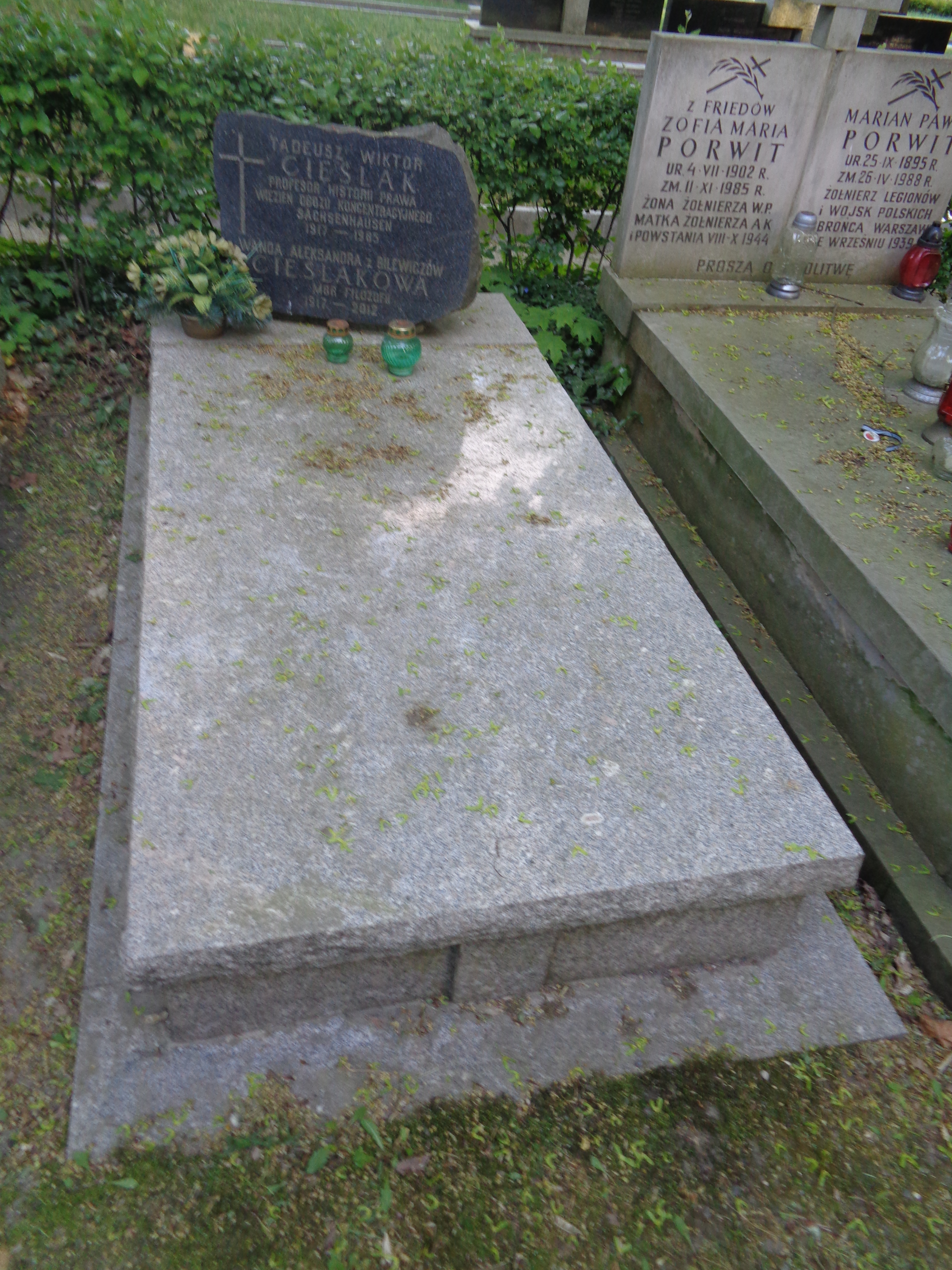
Grób Tadeusza Cieślaka na cmentarzu Wojskowym na Powązkach

## Życie prywatne
Żonaty z Wandą Aleksandrą z domu Gilewicz (1917-2012).